# UUNET
UUNET fue una compañía proveedora de Internet estadounidense fundada en 1987, una de las más viejas y más grandes del mundo, y una de las ocho redes tier 1.[cita requerida] Antes de su fundación, el acceso al intercambio del USENET y del correo electrónico se lograba usando una red cooperativa de los sistemas que funcionaban con el protocolo UUCP.
UUNET proveyó la infraestructura necesaria para soportar el comercio electrónico, enviar imágenes o mantener videoconferencias, y suficiente fibra óptica como para dar diez veces la vuelta al mundo. Actualmente UUNET es una marca de Verizon Business (luego de la quiebra y compra de WorldCom).

## Historia
La compañía fue fundada al norte del estado estadounidense de Virginia en 1987. A mediados de los años 80, el crecimiento de esta red hizo crecer la atención sobre los recursos proporcionados voluntariamente por los cubos más grandes del UUCP.
Con la ayuda financiera en forma de préstamo de USENIX, los servicios de comunicaciones de UUNET comenzaron la operación en 1987 como una corporación no lucrativa que proporciona alimentación USENET, el intercambio del correo electrónico y el acceso a un dispositivo grande del código fuente del software y de la información relacionada.
En 1990, UUNET lanzó su servicio Alternet que proporcionó el acceso a un backbone IP independiente.[cita requerida]
Desde mediados de los años 90, UUNET era el ISP (Proveedor de servicios de Internet) de crecimiento más rápido. En su pico, el tráfico de Internet se doblaba cada pocos meses y se aumentaba el crecimiento diez veces cada año.[cita requerida]
UUNET fue comprad en 1996 por el operador de telefonía Metropolitan Fiber Systems Communications (MFS) en USD 2.000 millones. Esta adquisición es la mayor realizada hasta este momento dentro de este negocio, caracterizado últimamente por la entrada decidida de las telefónicas en el acceso a Internet. Microsoft tiene el 13% de las acciones de UUNET y la unión de UUNET y MFS representa una reducción de costos para Microsoft, ya que ahora dispone directamente de una red telefónica sobre la que funcionar y no deberá pagar los servicios de un operador externo.
Hoy UUNET es una marca de fábrica interna del negocio de Verizon (antes MCI).[cita requerida]
El nombre de UUNET ha perdido mucho a los ojos de los ingenieros de hoy, debido a las malas políticas de negocios de Verizon hacia el spam.

### Cronología
- 1987 - Fundación de UUNET. El primer tráfico cruza las redes de CompuServe el 12 de mayo utilizando el protocolo UUCP (Unix Unified Copy Protocol).
- 1989 - UUNET llega a ser para-beneficia la corporación
- 1990 - UUNET lanza AlterNet
- 1991 - UUNET participa en la fundación de la Asociación Comercial de Intercambio de Internet
- 1995 - La compañía comienza a cotizar en el NASDAQ con una oferta pública que supuso el principio del auge de las punto COM.
- 1996 - Sistemas Metropolitanos de Fibra (MFS) adquiere UUNET por 2.000 millones de dólares[2]
- 1996 - Worldcom adquiere MFS en la víspera de año nuevo, concretamente el 31 de diciembre a las 23:58 h. (EST) por 12.400 millones de dólares
- 1998 - El 15 de septiembre, Worldcom y MCI anuncian su fusión por 37 mil millones de dólares, formando Worldcom-MCI
- 1998 - Worldcom adquiere los servicios de red de CompuServe, el bloque de H&R y la American National Standard de AOL, convirtiéndose en parte de UUNET en 1999.
- 1999 - El 5 de octubre, Worldcom-MCI anuncia su intención de adquirir Sprint, por 129.000 millones de dólares.[4]
- 2000 - La Comisión Antimonopolio de la Comunidad Europea y el DOJ deniegan la fusión de Worldcom-MCI y Sprint con el fin de evitar prácticas monopolísticas.[4]
- 2000 - La marca UUNET se integra como parte de la gama de productos de Worldcom, desapareciendo.
- 2003 - Reaparece la marca UUNET como marca de productos mayoristas de Worldcom.
- 2004 - Worldcom cambia su nombre por MCI, utilizando la marca UUNET para el negocio mayorista.
- 2005 - MCI abandona de nuevo la marca UUNET para el negocio mayorista, no volviendo a ser utilizado el nombre hasta la fecha.
- 2006 - Verizon adquiere el MCI, así como UUNET, siendo desde ese momento Verizon Business.